# Marele Duce Mihail Alexandrovici al Rusiei
Marele Duce Mihail al Rusiei, Mihail Alexandrovici Romanov (în limba rusă: Михаил Александрович Романов), numit uneori și Țarul Mihail II (n. 22 noiembrie 1878 (S.N. 4 decembrie) - d. cca. 12 iunie 1918), a fost fiul țarului Alexandru al III-lea și fratele țarului Nicolae al II-lea.
Mihail a început o relație cu Natalia Sergheievna Șeremerevskaia, o femeie care nu avea origine nobilă, de două ori divorțată. Cei doi s-au căsătorit în 1912, după nașterea în 1910 a singurului lor copil. Țarul Nicolae II a înnobilat-o pe soția fratelui său, aceasta devenind Contesa Brasova, iar fiul ei Contele Brasov.
Pe 2 martie (stil vechi)/15 martie (stil nou) 1917, Împăratul Nicolae II a abdicat în favoarea fratelui său, spunând: "Lăsăm moștenire succesiunea Noastră fratelui Nostru, Marele Duce Mihail Alexandrovici și îi dăm binecuvântarea Noastră la urcarea sa pe tron." 
O zi mai târziu, (3 martie/16 martie 1917), Mihail a semnat o proclamație în care afirma: "Sunt ferm hotărât să-mi asum puterea supremă numai dacă asta este dorința marelui nostru popor, car trebuie acum, prin vot universal și prin reprezentanții lor în Adunarea Constituantă, să-și stabilească o formă de guvernare și noi legi fundamentale pentru statul nostru rus."  Timp de o zi, Mihail a sperat că va fi ales de popor drept conducător, lucru care nu s-a întâmplat.
Istoricii au păreri împărțite, dacă să-l considere pe Mihail țar sau nu. S-ar putea accepta că a domnit o zi, dar nu a condus efectiv Imperiul. Toate argumentele pro și contra sunt doar de natură științifică, atâtă vreme cât monarhia în Rusia a încetat de facto să existe odată cu abdicarea lui Nicolae II, iar Mihail nu a fost niciodată încoronat, nu a fost niciodată recunoscut de popor drept conducător, iar fratele său este acceptat ca ultimul țar adevărat.
Surse de încredere, atât din arhivele rusești cât și din străinătate, indică faptul că Mihail a fost executat în suburbiile orașului Perm pe 12 iunie 1918. Ordinul de execuție se pare că a fost dat de șefii locali ai CEKA.